# Ophiothrix echinotecta
Ophiothrix echinotecta är en ormstjärneart som beskrevs av  1957, 1957. Ophiothrix echinotecta ingår i släktet Ophiothrix och familjen Ophiothrichidae. Inga underarter finns listade i Catalogue of Life.